# Olimpíada d'escacs de 1930
L'Olimpíada d'escacs de 1930 (o III Olimpíada oficial) es va celebrar entre els dies 13 de juliol i 27 de juliol a Hamburg. Fou la tercera olimpíada d'escacs organitzada per la FIDE i va incloure una competició open i una de femenina, a banda de diverses activitats per a la promoció dels escacs.

## Resultats finals
| Pos.              | Nació          | Jugadors                                                | Punts |
| ----------------- | -------------- | ------------------------------------------------------- | ----- |
| Medalla d'or      | Polònia        | Rubinstein, Tartakower, Przepiórka, Makarczyk, Frydman  | 48,5  |
| Medalla de plata  | Hongria        | Maróczy, Takács, Vajda, Havasi, Steiner E.              | 47    |
| Medalla de bronze | Alemanya       | Ahues, Sämisch, Carls, Richter, Wagner                  | 44,5  |
| 4                 | Àustria        | Kmoch, Müller, Eliskases, Lokvenc, Wolf                 | 43,5  |
| 5                 | Txecoslovàquia | Flohr, Treybal K., Rejfíř, Prokeš, Pokorný              | 42,5  |
| 6                 | Estats Units   | Kashdan, Marshall, Phillips, Steiner H., Anderson       | 41,5  |
| 7                 | Països Baixos  | Weenink, Van den Bosch, Noteboom, Landau, Schelfhout    | 41    |
| 8                 | Anglaterra     | Sultan Khan, Yates, Thomas, Winter, Tylor               | 40,5  |
| 9                 | Suècia         | Ståhlberg, Berndtsson, Stoltz, Lundin, Jacobson         | 40    |
| 10                | Letònia        | Apšenieks, Petrovs, Feigins, Taube                      | 35    |
| 11                | Dinamarca      | Andersen, Ruben, Desler, Olsen, Gemzøe                  | 31    |
| 12                | França         | Alekhine, Betbeder, Gromer, Duchamp, Voisin             | 28,5  |
| 13                | Romania        | Baratz, János Balogh, Tyroler, Taubmann, Gudju          | 28,5  |
| 14                | Lituània       | Machtas, Šembergas, Vistaneckis, Abramavičius, Kolodnas | 22,5  |
| 15                | Islàndia       | Gilfer, Ásgeirsson, Þorvaldsson, Guðmundsson            | 22    |
| 16                | Espanya        | V.Marín, M.Golmayo, C.Lafora, A.Ribera, P.Soler         | 21,5  |
| 17                | Finlàndia      | Rasmusson, Krogius, Larsen, Gauffin, Rahm               | 18    |
| 18                | Noruega        | Olsen, Hovind, Kavlie-Jørgensen, Krogdahl, Halvorsen    | 16    |

## Medalles individuals
No es va aplicar cap classificació especial per taulers, de manera que només els tres millors jugadors absoluts varen tenir premi.
| Pos.              | Jugadors                      | Punts           |
| ----------------- | ----------------------------- | --------------- |
| Medalla d'or      | Akiba Rubinstein ( Polònia)   | 15/17 (88,2%)   |
| Medalla de plata  | Salo Flohr ( Txecoslovàquia)  | 14,5/17 (85,3%) |
| Medalla de bronze | Isaac Kashdan ( Estats Units) | 14/17 (82,4%)   |